# Calumma amber
Calumma amber е вид влечуго от семейство Хамелеонови (Chamaeleonidae). Видът е почти застрашен от изчезване.

## Разпространение и местообитание
Разпространен е в Мадагаскар.
Обитава гористи местности и национални паркове.

## Описание
Популацията на вида е стабилна.